# Паника (Конаковский район)
Пани́ка — деревня в Конаковском районе Тверской области. Входит в состав Вахонинского сельского поселения.

## География
Находится в юго-восточной части Тверской области на расстоянии приблизительно 11 км на юго-запад по прямой от районного центра города Конаково.

## История
В 1859 году здесь (деревня Клинского уезда Московской губернии) было учтено 10 дворов.

## Население
Численность населения: 56 человек (1859 год), 17 (русские 100 %) в 2002 году, 27 в 2010.